# Čeněk Slezák
Čeněk Slezák ( 17. října 1895 Olomouc – 9. srpna 1977) byl československý legionář, důstojník a příslušník československé armády v zahraničí v období druhé světové války.

## Život

### Před první světovou válkou
Čeněk Slezák se narodil 17. října 1895 v Olomouci v rodině Vincence Slezáka a Josefy, rozené Tesárkové. Vychodil obecnou školu a tři třídy měšťanské školy v Konici. Byl členem Sokola.

### První světová válka
Čeněk Slezák byl povolán do c. a k. armády a 14. března 1915 prezentován u pěšího pluku 54 v Olomouci, se kterým byl odvelen na ruskou frontu, kde 1. června téhož roku padl v hodnosti svobodníka do zajetí. V říjnu 1916 vstoupil do Československých legií, kde sloužil jako střelec, následně jako velitel čety poté, co absolvoval tříměsíční důstojnický kurz v Kyštymu. Zúčastnil se bojů na Ukrajině a Sibiřské anabáze. Do Československa se vrátil v srpnu 1920 v hodnosti poručíka. 

### Mezi světovými válkami
Po návratu do Československa zůstal Čeněk Slezák v armádní službě. Sloužil jako velitel čety do roku 1921 v Uherském Hradišti a do roku 1924 v Opavě. Ve stejné funkci poté sloužil v Nitře, po absolvování zdokonalovacích kurzů a povýšení až na štábního kapitána začal velet rotám. Zpočátku v Nitře, od roku 1925 v Turčianském Svatém Martině, od roku 1927 v Olomouci a od roku 1928 v Ružomberku. V lednu 1936 byl ustanoven zástupcem velitele praporu a mobilizačním důstojníkem u pěšího pluku 2 v Liptovském Svatém Mikuláši, v dubnu téhož roku pak zástupcem velitele praporu u pěšího pluku 41 v Čadci. Dosáhl hodnosti majora.

### Druhá světová válka
Po německé okupaci a rozpadu Československa v březnu 1939 se Čeněk Slezák vrátil na Moravu, zrušení Československé armády jej zastihlo v Olomouci, poté byl převeden k zemské vychovatelně v Uherském Hradišti. Ještě v roce 1939 odešel přes Polsko do Francie, kde 26. ledna 1940 vstoupil do zde budované zahraniční československé jednotky. Zúčastnil se bitvy o Francii, po jejím skončení se evakuoval do Velké Británie, kde pokračoval ve službě v zahraniční Československé armádě. Na konci září 1944 byl převelen k jednotce do Sovětského svazu, kde do konce války působil u náhradního pluku 1. československého armádního sboru. Dosáhl hodnosti podplukovníka.

### Po druhé světové válce
Po druhé světové válce působil Čeněk Slezák převážně ve štábních funkcích v Olomouci a Brně. Začal mít zdravotní problémy a to společně s poúnorovými změnami poměrů přispělo k jeho odeslání na dovolenou (prosinec 1948) a odchodu do výslužby k 1. únoru 1949. Zemřel po dlouhé nemoci 9. srpna 1977. Jeho tělo bylo zpopelněno v brněnském krematoriu.

## Vyznamenání
- Československý válečný kříž 1914–1918
- Československá revoluční medaile
- Československá medaile Vítězství
- Řád svatého Jiří IV. třídy
- 1944 Pamětní medaile československé armády v zahraničí
- 1944 Československá medaile za zásluhy I. stupně
- 1945 Československý válečný kříž 1939
- 1946 Croix de guerre
- 1947 Zborovská pamětní medaile